# Зайберт, Марк
Марк Зайберт (нем. Mark Seibert) — немецкий музыкант, певец и актёр мюзиклов.

## Биография
Зайберт начал танцевальную карьеру в школе. Изучал бизнес-администрирование, вскоре прервав и успешно завершив через несколько лет в форме дистанционного обучения. Обучался в Венском университете музыки и исполнительского искусства, также бросил и обучался в Венской консерватории. В 2005 году закончил обучение. Окончил институт театра и кино Ли Страсберга в Нью-Йорке и был удостоен стипендии Королевской академии музыки в Лондоне. В период учёбы играл на венской сцене роль Уилларда в мюзикле «Свободный», Клода в «Волосах», Пигар в мировой премьере Дэйва Стюарта «Барбареллы» и Тибальта в немецкоязычной премьере «Ромео и Джульетта». Исполнил роль Тони в «Вестсайдской истории» (Брегенц фестиваль, Австрия), Радамеса в «Аиде» Элтона Джона и Тима Райса (Германия).
В немецкой премьере мюзикла «Злая» Марк исполнил роль Фиеро. В мировой премьере мюзикла «Мокасины Маниту» (Берлин), основанного на одном из самых успешных немецких фильмов, играл роль Рейнджера. В «We Will Rock You» выходил на сцену в роли Галилео (Берлин & Штутгарт, Германия). В течение четырех лет Зайберт играл роль Смерти в мюзикле «Элизабет» в Германии, Австрии и Шанхае. В сезоне 2013-14 гг. Марк исполнял главную роль в спектакле «Иисус Христос — суперзвезда» в Германии и играл роль Ланселота в мировой премьере мюзикла Фрэнка Уайлдхорна «Экскалибур» в Швейцарии. В венской постановке мюзикла «Моцарт!» с успехом играл роль Коллоредо, исполнил роль Графа фон Кролока в легендарном мюзикле Дж. Стейнмана «Бал вампиров» в Берлине. В 2016 году сыграл в мюзикле Шиканедер в Вене. С 2022 года играет в мюзикле «Робин Гуд» в Германии.
В 2010 году выпустил первый сольный альбом Musicalballads Unplugged. После следующих альбомов и серии сольных концертов Зайберт выпустил лучший альбом So Far в 2016 и With You в 2012. Осенью 2019 года вышел на сцену в роли Эдварда в мюзикле «Красотка» в Гамбурге. Марк впервые выступил в 2010 году в составе вокальной группы «Музыкальные теноры». Выступает в вокальной группе The Milestones Project.

## Личная жизнь
Зайберт проживает в Швейцарии, женат с 23 сентября 2023 года на Сабрине Зайберт (Ауэр), у него есть сын Лио от жены (родился 31 мая 2021).

## Роли
- 2002: Time Out! — Австрия — Том
- 2003: City Of Angels — Австрия — Stine
- 2003: Очаровательная мисс — Австрия — Папа, Мистер Директор
- 2003: Вестсайдская история — Австрия — ансамбль
- 2004—2005: Барбарелла — Австрия — Пигар
- 2004: Company — Австрия — Гарри
- 2004: Свободный — Австрия — Уиллард
- 2005—2006: Ромео и Джульетта — Австрия — Тибальт
- 2006—2007: Аида, тур — Германия, Австрия — Радамес
- 2007: Волосы — Австрия — Клод
- 2007—2008: Злая — Германия — Фиеро
- 2008—2010: Мокасины Маниту Берлин — Германия — Рейнджер
- 2010: We Will Rock You, Штутгарт — Германия — Галилео
- 2010—2011: We Will Rock You, Берлин — Германия — Галилео
- 2011—2012: Элизабет, тур — Германия, Китай — Смерть (Der Tod)
- 2012—2014: Элизабет — Австрия — Смерть (Der Tod)
- 2013—2014: Иисус Христос — суперзвезда — Германия — Иисус
- 2014: Artus-Excalibur — Китай — Ланселот
- 2015: Элизабет — Германия — Смерть (Der Tod)
- 2015—2016: Моцарт! — Австрия — Иероним Коллоредо
- 2016: Бал вампиров Берлин — Германия — Граф фон Кролок
- 2016—2017: Шиканедер — Австрия — Эмануэль Шиканедер
- 2017: Бал вампиров Штутгарт — Германия — Граф фон Кролок
- 2017—2018: Бал вампиров — Австрия — Граф фон Кролок
- 2018—2019: Die Päpstin — Германия — Герольд
- 2018: Бонни & Клайд — Австрия — Клайд Барроу
- 2018: Бал вампиров, Кёльн — Германия — Граф фон Кролок
- 2018—2019: Бал вампиров — Санкт-Петербург — Граф фон Кролок[5]
- 2019—2020: Pretty Woman, Гамбург — Германия — Эдвард Льюис
- 2021: Галле бросает яйца, ZDF Magazin Royale
- 2022: Робин Гуд — Германия — Робин Гуд
- 2022: Бал вампиров — Санкт-Петербург — Граф фон Кролок

## Гастрольные постановки
- Best of Musical-Gala (2010)
- Musical Tenors (2010–2012 und 2018—2019)
- Musicalstars in Concert – Mark Seibert & Band (2011—2012)
- With You (2013—2014)
- Hollywood Nights (2013—2017)
- 4 Voices of Musical (2014—)
- The Best of Musicalballads Unplugged (2015)
- The Milestone Project (2015 и 2017)
- The greatest musical hits of all time (2016 и 2019)
- Mark Seibert – Where Do I Go? (2016—2017)
- Hollywood Dreams (2017)
- Musical Melodies in Concert (2018)
- Disney in Concert (2018—2019)
- Mark mal anders (2019)
- The Christmas Album (2020)
- Mark mal pur (2020)

## Дискография
Сольные альбомы
- 2010 Musicalballads Unplugged, сольный альбом
- 2011 Live In Concert, сольный альбом
- 2012 With You The Unusual Way, сольный альбом
- 2016 …so far!, сольный альбом
- 2019 Mark mal anders
- 2020 The Christmas Album

Составные альбомы
- 2005 Ромео и Джульетта, Оригинальный венский состав
- 2005 Ромео и Джульетта, Оригинальный венский состав – Общая запись
- 2007 Злая, Оригинальный штутгартский состав
- 2011—2012 Элизабет, Юбилейного тура состав
- 2012 Элизабет, Венский восстановленный состав – Общая запись
- 2015 Моцарт!, Венский восстановленный состав – Общая запись
- 2014 Artus-Excalibur, Оригинальный состав Санкт-Галлена
- 2016 Шиканедер, Оригинальный венский состав

Студийно-составные альбомы
- 2008 Граф Монте-Кристо, Студийный состав
- 2019 Carmen — мюзикл, Студийный состав

## Награды
- 2014 – 2. место в "Мюзикл 1" Musicalwahlen 2014 – "Лучший актер мюзикла".
- 2015 – 2. место в "Мюзикл 1" Musicalwahlen 2015 – "Лучший актер мюзикла".
- 2016 – 3. место в "Мюзикл 1" Musicalwahlen 2016 – "Лучший актер мюзикла"
- 2016 – Приз Австрийского музыкального театра – Krone Musicalpreis за исполнение Коллоредо в Моцарте[6]
- 2017 – 1. место в "Мюзикл 1" Musicalwahlen 2017 – "Лучший актер мюзикла".
- 2018 – 2. место в "Мюзикл 1" Musicalwahlen 2018 – "Лучший актер мюзикла".